# Patty (nome)
Patty  è un nome proprio di persona inglese femminile.

## Varianti
- Femminili: Pattie[1], Patti[1], Patsy[2]
- Maschili: Patsy[2]

## Origine e diffusione
Era originariamente una variante di Matty, diminutivo inglese medievale del nome Marta; la ragione per il cambio di consonante iniziale è ignota, ma si può notare che è avvenuta anche in Molly-Polly e Meggy-Peggy.
Attualmente, è usato comunemente come ipocoristico di Patrizia. La sua variante Patsy è usata anche come diminutivo di Patrizio.

## Onomastico
L'onomastico può essere festeggiato lo stesso giorno del nome Patrizia, da cui abitualmente è derivato, cioè solitamente il 25 agosto in memoria di santa Patrizia di Costantinopoli.

## Persone

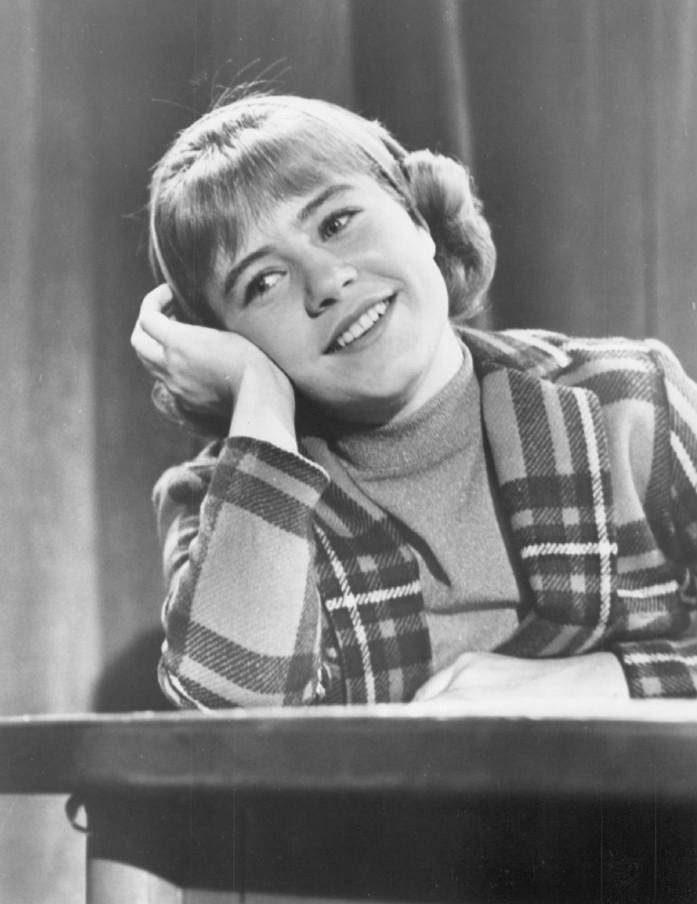
Patty Duke

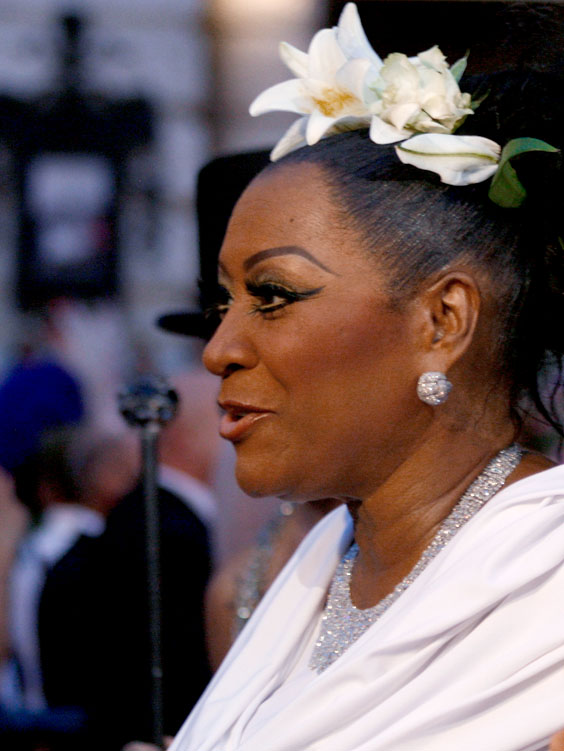
Patti LaBelle

- Patty Brard, cantante e showgirl olandese
- Patty Cardenas, pallanuotista statunitense
- Patty Duke, attrice statunitense
- Patty Farchetto, conduttrice radiofonica italiana
- Patty Fendick, tennista statunitense
- Patty Kempner, nuotatrice statunitense
- Patty McCormack, attrice statunitense
- Patty Murray, politica statunitense
- Patty Peage, pornoattrice ungherese
- Patty Pravo, cantante italiana
- Patty Schnyder, tennista svizzera
- Patty Smyth, cantante statunitense

### Variante Patti

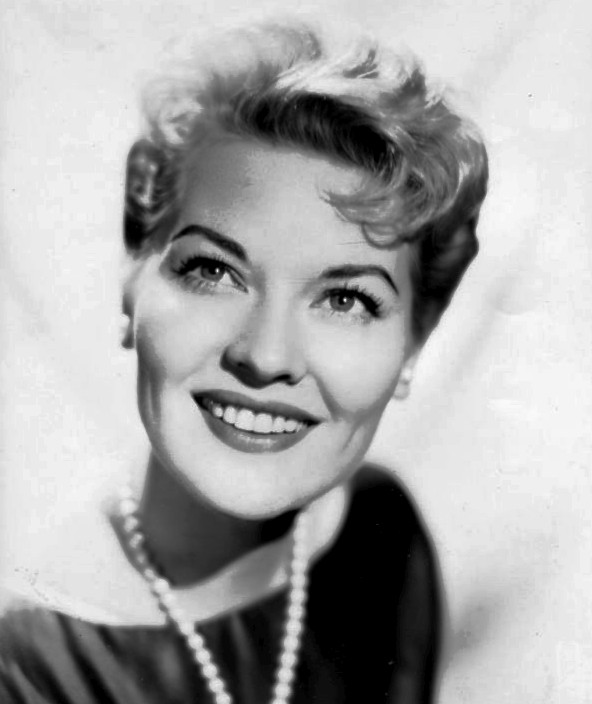
Patti Page

- Patti D'Arbanville, attrice e modella statunitense
- Patti Hansen, modella e attrice statunitense
- Patti LaBelle, cantante statunitense
- Patti LuPone, attrice e cantante statunitense
- Patti Page, cantante statunitense
- Patti Scialfa, cantautrice e chitarrista statunitense
- Patti Smith, cantante e poetessa statunitense
- Patti Vande, giocatrice di curling canadese

### Variante Pattie
- Pattie Boyd, modella britannica

### Variante Patsy

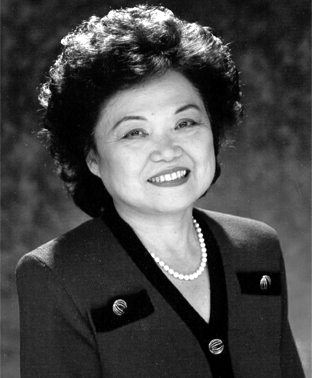
Patsy Mink

- Patsy Cline, cantante e compositrice statunitense
- Patsy Kensit, attrice, cantante e personaggio televisivo britannica
- Patsy Ruth Miller, attrice statunitense
- Patsy Mink, politica e avvocato statunitense

### Variante maschile Patsy
- Patsy Gallacher, calciatore irlandese
- Patsy O'Hara, rivoluzionario irlandese

## Il nome nelle arti
- Patty è un personaggio della serie a fumetti Peanuts.
- Patty è un personaggio del videogioco Psychic Force 2012
- Patti è un personaggio della serie televisiva Camera Café.
- Patricia "Patty" Bladell è un personaggio della serie televisiva Insatiable.
- Patty Bouvier è un personaggio della serie animata I Simpson.
- Patty Gatsby è un personaggio della serie manga e anime Capitan Tsubasa.
- Patsy Parisi è un personaggio della serie televisiva I Soprano.
- Patty Tan Denver è un personaggio della serie animata Spike Team.
- Patty Thompson è un personaggio della serie anime e manga Soul Eater.